# Rolando Blackburn
Rolando Manrique Blackburn Ortega (San Joaquín, Ciudad de Panamá; 9 de enero de 1990) es un futbolista panameño que juega como delantero en el  San Francisco FC de la Liga Panameña de Fútbol. 
(Juega por el centro del área y también puede desempeñarse como extremo, tanto por la banda izquierda como en la derecha. Sus principales características son su rapidez, experiencia, potencia física, juego aéreo, dominio de la pierna diestra y olfato goleador llegando desde segunda línea). Debutó en la Primera División de Panamá en 2008 con el Tauro, y alcanzó los subcampeonatos del Clausura 2008 y Apertura 2009. 
Poco después fichó con Juventud Retalteca de Guatemala. Sin embargo, debido a problemas administrativos del club, Blackburn volvió a su país y jugó con el Chorrillo durante el 2011. Ganó el segundo lugar del Clausura y se hizo con el campeonato de Apertura 2011. Esto le posibilitó ser acreedor al premio como el mejor jugador de la final. Posteriormente emigró hacia Eslovaquia en condición de préstamo al FK Senica; participó en la segunda mitad de la temporada 2011-12 y obtuvo el subcampeonato de la Copa. Logró ser subcampeón de la Superliga en el periodo de 2012-13, y regresó a Panamá para continuar con el Chorrillo. Se mantuvo en este conjunto por un año, donde ganó el Clausura 2014 y, por su capacidad anotadora, fue transferido al Comunicaciones, segundo equipo guatemalteco en el que ha militado en su carrera. En su torneo de debut, se proclamó campeón del Apertura y se colocó en el sexto puesto de máximos goleadores, con ocho. Además, el jugador se coronó vencedor del Clausura 2015, y se posicionó como el segundo mejor anotador de la competencia. Asimismo, consiguió un subcampeonato en el Clausura 2016. Para la temporada 2016-17, el delantero vuelve a salir como cedido, esta vez al Deportivo Saprissa de Costa Rica, equipo en el que se hizo con el título de Invierno 2016. Su buen rendimiento evidenciado con los morados, le permitió su traspaso al Sporting Cristal de Perú.
Es internacional absoluto con la selección panameña desde el 18 de diciembre de 2010; ha disputado dos Eliminatorias a Mundiales, la de 2014 y 2018, las competiciones de la Copa Centroamericana en 2013 y 2017, en dos oportunidades la Copa Oro de la Concacaf, en las ediciones de 2013 y 2015, en las cuales alcanzó el subcampeonato y el tercer lugar, respectivamente. A nivel inferior fue partícipe de las rondas previas hacia los torneos de los Juegos Centroamericanos y del Caribe 2010 y del Preolímpico de Concacaf 2012.

## Trayectoria

### Inicios
Rolando Blackburn nació el 9 de enero de 1990 en San Joaquín, Panamá. Empezó desde los 6 años de edad a practicar el fútbol; sin embargo, provino de un barrio de alta peligrosidad, lo que en ocasiones le impedía salir a entrenar. La población de la zona estaba influenciada por la delincuencia y la constante intervención de agentes policiales. Rolando se inspiró en figuras deportivas como Ricardo Phillips y Luis Tejada, quienes crecieron en ese entorno. Por ese motivo dedicó más tiempo para consolidarse como profesional, y con el apoyo y cuidado de sus padres, Blackburn no permitió algunos argumentos negativos de sus amigos. Cursó en el colegio José Dolores Moscote; no obstante, dejó los estudios. Comenzó en las categorías inferiores del Tauro, específicamente en la Sub-17, hasta recalar en la Sub-19. Al principio se desempeñó como defensa, luego cambió a volante izquierdo y en ocasiones ejercía como derecho. El entrenador del equipo, el colombiano Dorian López, decidió colocarlo como delantero, esto permitió un gran avance hacia el jugador, por sus múltiples ocasiones de gol. Progresó de forma positiva y fue llamado por el director técnico Miguel Ángel Mansilla, para subir al conjunto absoluto.

### Tauro F.C.

#### Temporada 2008
El delantero participó en el Torneo de Clausura 2008, de la Liga Panameña de Fútbol. En esta competición marcó dos goles y su club llegó de segundo lugar en la tabla de posiciones, con 33 puntos. De esta manera, clasificó a la ronda eliminatoria. El 16 de noviembre se llevó a cabo el partido de ida de las semifinales, en la que su equipo enfrentó al San Francisco en el Estadio Virgilio Tejeira; el resultado terminó 0-1 con gol de su compañero Luis Escobar. La vuelta se desarrolló el 23 de noviembre, de local en el Campo de Deportes Giancarlo Gronchi. El marcador se repitió, esta vez favoreciendo al rival, por lo que los penales fueron requeridos para el desempate. Con las cifras de 4-2, su equipo avanzó a la última instancia. El 30 de noviembre se realizó la final contra el Árabe Unido; el empate a dos tantos prevaleció hasta el término del tiempo reglamentario; la prórroga se hizo presente, y su adversario consiguió el gol que repercutió en el marcador de 3-2. Con esto, Rolando logró el subcampeonato de liga en su competencia de debut.

#### Temporada 2009
Para el Campeonato de Apertura 2009, el atacante tuvo mayor productividad al concretar cinco anotaciones. Mientras tanto, el Tauro se colocó en el primer puesto de la tabla con 36 puntos, y llegando a la segunda fase. El 6 de junio se efectuó la semifinal de ida ante el Chorrillo en el Estadio Javier Cruz; su club salió derrotado con el resultado de 3-1. Cuatro días después se dio el encuentro de vuelta en el Estadio Luis Ernesto Tapia, con la responsabilidad de revertir lo ocurrido en el juego anterior. Sin embargo, volvió a terminar con una pérdida, siendo esta vez de 0-3, para lograr el global de 1-6. Por lo tanto, su conjunto quedó eliminado.

#### Temporada 2009-2010
El formato de competición cambió a partir del Torneo de Apertura 2009, para una mayor coordinación de tiempo con otros campeonatos en la confederación. En la tabla de posiciones, su club consiguió el tercer lugar con 32 puntos. En las semifinales disputadas a finales de noviembre y principios de diciembre, su equipo venció exitosamente al Atlético Chiriquí con marcadores de victoria 3-0 y empate 4-4, en la ida y vuelta respectivamente. La final se dio el 13 de diciembre en el Estadio Agustín Muquita Sánchez contra el Árabe Unido; Rolando entró como variante al minuto 93' por Silvio Morelos, pero el resultado acabó en derrota 3-2. Nuevamente el jugador ganó un subcampeonato.
El futbolista debutó el 15 de enero en la primera jornada del Campeonato de Clausura 2010, en la que enfrentó al Sporting San Miguelito; Blackburn salió de cambio al minuto 80' por Érick Quirós y su club ganó con marcador de 0-1. Al finalizar la etapa regular, su conjunto obtuvo el séptimo lugar de la tabla con 22 puntos, muy lejos de la zona de clasificación. Después del torneo, Rolando fichó para el Juventud Retalteca de Guatemala.

### C. S. D. Juventud Retalteca

#### Temporada 2010-2011
Los representantes del club vieron las cualidades del delantero, y le propusieron la oferta de jugar en Guatemala, la cual aceptó a mediados del año 2010. Fue contratado como refuerzo y cuarto extranjero del equipo, debido a la lesión del panameño Alcibiades Rojas. Participó en el Torneo de Apertura y marcó tres goles. Sus anotaciones fueron ante el Suchitepéquez, Xinabajul y Comunicaciones. La notoriedad en su entrega y carácter en los partidos le dieron más confianza en su trabajo, además del respaldo de los medios de comunicación. Sin embargo, los problemas financieros de los algodoneros, provocaron atrasos salariales. Como medida, el conjunto recurrió al recorte de la plantilla, por lo que Blackburn fue rescindido de su contrato. Además, esta decisión se originó a partir de la recuperación del lesionado Rojas.

### Chorrillo F. C.
Después de permanecer como agente libre, Rolando regresó a su país y firmó con el Chorrillo a principios de 2011. Debutó con anotación el 16 de febrero en el juego contra Alianza, correspondiente al Torneo de Clausura. Después marcó en dos jornadas consecutivas, ante el Plaza Amador y el Atlético Chiriquí, las cuales terminaron con resultados de 2-2 y 2-1, empate y triunfo respectivamente. Luego logró otro tanto el 10 de abril frente al Árabe Unido. Tras terminar la fase regular, su equipo consiguió el liderato con 31 puntos y clasificó a la siguiente ronda. La semifinal de ida se llevó a cabo el 30 de abril, en el Estadio Rommel Fernández contra el Tauro; a pesar de iniciar perdiendo desde el minuto 2', Rolando igualó para su club y el 1-1 definitivo prevaleció. El 7 de mayo fue la serie de vuelta en el mismo escenario deportivo, donde el resultado acabó con victoria en cifras de goleada 4-0. El 14 de mayo se desarrolló la final ante San Francisco; el marcador concluyó en derrota de 2-3. El delantero obtuvo su tercer título de subcampeón del fútbol panameño.

#### Temporada 2011-2012
El Campeonato de Apertura 2011 comenzó a mediados de julio. En esta competencia, Blackburn marcó seis goles. Por otro lado, el Chorrillo entró de segundo lugar 32 puntos y, por consiguiente, a la fase eliminatoria. El 18 de noviembre, se efectuó la semifinal de ida contra San Francisco en el Estadio Agustín Muquita Sánchez. Con determinación su equipo triunfó 0-2; el segundo tanto lo consiguió el delantero al minuto 79'. La vuelta terminó en derrota de 1-2, pero el global de 3-2 favoreció a su conjunto para avanzar. La final se disputó el 2 de diciembre en el Estadio Rommel Fernández ante el Plaza Amador; Blackburn hizo el segundo gol del partido, y el resultado acabó con goleada de 1-4, coronándose campeón por primera vez en su carrera y el primer título en la historia del club. Pocos días después, Rolando fue premiado con el galardón de mejor jugador del encuentro.

### F. K. Senica
El jugador emigró a Eslovaquia para incorporarse al FK Senica en condición de cedido. Debutó el 7 de marzo de 2012 en la ida de los cuartos de final de la Copa, en la que su club enfrentó al Slovan Bratislava en el OMS Arena. Sus compañeros Ján Gajdošík y Jaroslav Diviš anotaron para la victoria de 2-0; Rolando fue titular los 90 minutos. Tres días después, inició en la Corgoň Liga en el juego ante el FC DAC; el futbolista entró como sustitución por Lamine Diarrassouba al minuto 46', y su conjunto ganó 0-1. En el encuentro de vuelta por la Copa, desarrollado el 21 de marzo, su equipo perdió 2-0, y fueron requeridos los lanzamientos desde el punto de penal. Las cifras de 2-4 permitieron el avance a la siguiente ronda. El 3 de abril marcó su primer gol, tras concretarlo frente al Trenčín al minuto 35'. El 17 de abril se realizó la ida de las semifinales de copa, en la que su club, en condición de visita, hizo frente al ViOn Zlaté Moravce; la igualdad de 1-1 definió esta primera serie. El 24 de abril se dio la vuelta, Rolando hizo un doblete a los minutos 58' y 72', y contribuyó de gran manera en el resultado de 3-0. Cuatro días después, en la jornada 29 de liga, Blackburn marcó nuevamente ante el mismo equipo en el triunfo de 1-3. El 8 de mayo fue la final de la Copa en el Mestský štadión Bardejov contra el MŠK Žilina; el atacante fue titular, salió de cambio al minuto 71' y su conjunto perdió con marcador de 2-3. Con esto se adjudicó subcampeón de la competencia. El 16 de mayo realizó su primer triplete o Hat-Trick contra el FC DAC, encuentro correspondiente a la fecha 32. Al finalizar la liga, su equipo se colocó en el cuarto lugar con 57 puntos. Rolando Blackburn jugó 14 partidos, con 937 minutos de participación.

#### Temporada 2012-2013
El 5 de julio de 2012, se llevó a cabo la ida de la primera ronda de clasificación hacia la fase de grupos de la UEFA Europa League, en la que su club enfrentó al MTK Budapest de Hungría, de visitante en el Estadio Nándor Hidegkuti. El atacante fue titular y anotó el gol del empate 1-1 definitivo al minuto 58'. El 12 de julio fue la vuelta en el OMS Arena; Blackburn empató para su conjunto y al minuto 87' asistió a su compañero Jan Kalabiška para el tanto de la victoria de 2-1. De esta manera, el global finalizó 3-2 y avanzando a la siguiente ronda. Tres días después inició la Liga; la primera jornada se llevó a cabo contra el Dukla Banská Bystrica, el delantero participó 66 minutos y su club perdió 2-3. En la segunda fase su equipo hizo frente al APOEL de Chipre; los juegos de ida y vuelta acabaron en derrotas de 2-0 y 0-1, respectivamente. Con estos resultados, el Senica quedó eliminado. El 26 de septiembre, se desarrolló el partido de los octavos de final de la Copa, donde su conjunto disputó esta ronda ante el LP Domino; Rolando jugó 54 minutos y el marcador con triunfo de 0-4 dio el pase a la otra etapa. En cuartos de final, su club enfrentó al MŠK Žilina. La ida se efectuó el 23 de octubre y terminó en cifras de 1-2, con derrota. En la vuelta, Blackburn marcó en la victoria de 1-2. Debido a la igualdad, la serie se llevó a los lanzamientos de penal, la cual acabó en pérdida por 4-2. Al término de la liga en mayo de 2013, el jugador en ofensiva concretó 10 goles en 27 partidos, con 1721 minutos de acción. Por otra parte, el Senica logró el subcampeonato con 55 puntos. Tras el fin de la temporada 2012-13, Rolando debió regresar a Panamá, ya que terminó la cesión.

### Chorrillo F. C.

#### Temporada 2013-2014
En el mes de julio se inauguró el Torneo de Apertura 2013, competencia en la que el deportista disputó con el Chorrillo, después de su paso en Eslovaquia. Debutó el 21 de agosto en el Estadio Javier Cruz contra el Tauro; ingresó de cambio por Federico Marines al minuto 76' y su club perdió 1-2. El 31 de agosto logró su primer doblete tras marcarlo ante el Río Abajo, en el triunfo 3-1. Después consiguió un gol frente al conjunto de Plaza Amador. Al finalizar la etapa regular, su equipo alcanzó el sexto lugar con 25 puntos, quedándose fuera de la zona de clasificación. Por su parte, Rolando tuvo nueve apariciones y logró tres tantos.
El Torneo de Clausura 2014 dio comienzo el 19 de enero. El futbolista marcó en la primera fecha ante el Chepo en el Estadio Javier Cruz; partido que terminó igualado a dos anotaciones. El 26 de enero salió expulsado al minuto 34', en el juego frente al Independiente de La Chorrera, el cual acabó empatado. En el torneo logró marcar en seis oportunidades, mientras que el Chorrillo obtuvo el segundo lugar de la tabla de posiciones, con 31 puntos. Por consiguiente, clasificó a la siguiente etapa. En la semifinal de ida, desarrollada el 2 de mayo, su club perdió con marcador de 1-0 contra el Plaza Amador. La vuelta se realizó cuatro días después, y el mismo resultado se repitió, siendo esta vez con victoria. El delantero fue expulsado por doble acumulación de tarjetas amarillas, y el partido se llevó a la prórroga. Sin embargo, el empate prevaleció y los penales fueron requeridos. El resultado concluyó 4-2, con triunfo. Rolando se perdió la final del 17 de mayo por suspensión, en la que su conjunto ganó 1-0 ante el Río Abajo, proclamándose campeón. El Chorrillo obtuvo el título número «2» y el segundo personal de Blackburn.

### Comunicaciones F. C.

#### Temporada 2014-2015
El 2 de junio de 2014, se confirmó el fichaje de Rolando al Comunicaciones de Guatemala. Tuvo participación en la primera jornada del Torneo de Apertura, el 20 de julio frente a Halcones en el Estadio Comunal de La Mesilla; el atacante fue titular los 90 minutos y el resultado acabó empatado a dos tantos. Seis días después, marcó su primer gol de la competencia, tras concretarlo ante el Deportivo Coatepeque. El 7 de agosto debutó en la Concacaf Liga de Campeones, en el encuentro correspondiente a la fecha 1, donde su club enfrentó al Bayamón de Puerto Rico en el Estadio Cementos Progreso; Blackburn hizo un triplete a los minutos 9', 28' y 47', para la victoria de 5-0. Tres días después, logró un doblete en el campeonato local, en el juego contra el Deportivo Marquense. El 26 de agosto se dio la segunda jornada del torneo del área, en la que su equipo hizo frente de local al América de México; Rolando igualó al minuto 28' para el empate 1-1. El 25 de septiembre se desarrolló el cotejo ante el conjunto puertorriqueño, el cual finalizó en triunfo de 0-2. Por último, su club no pudo avanzar a los cuartos de final debido a la pérdida de 2-0 contra los mexicanos en el Estadio Azteca. Tras terminar la etapa de clasificación, el delantero contabilizó 11 anotaciones. Por otra parte, el Comunicaciones quedó líder de la tabla con 43 puntos; esto le permitió instaurarse directamente a semifinales. La ida de esta serie se efectuó frente al Suchitepéquez el 11 de diciembre, en el Estadio Carlos Salazar Hijo; la igualdad a un gol permaneció. Dos días después fue la vuelta, en el Estadio Mateo Flores; el único tanto lo marcó Blackburn al minuto 36', para el triunfo de 2-1 en el marcador global. El 18 de diciembre fue titular en la final de ida ante el Municipal; este juego culminó en empate. El campeón se definió el 20 de diciembre; mediante el doblete de su compañero Agustín Herrera, el resultado concluyó en victoria de 2-0. Con esto, su club se declaró vencedor del campeonato y ganó el título «29» en su historia, mientras que Blackburn obtuvo el primero en otra liga fuera de su país.
El delantero quedó en el banquillo en la primera fecha del Torneo de Clausura 2015, llevada a cabo el 17 de enero contra el  Suchitepéquez; su conjunto triunfó con cifras de goleada 1-5. En tres jornadas consecutivas, Rolando marcó un gol frente a los rivales de Xelajú, Malacateco y Marquense. El 18 de febrero volvió a anotar, esta vez ante el Coatepeque, para la victoria de 0-2. El atacante hizo su primer triplete de la competencia, tras conseguirlo sobre el Guastatoya a los minutos 15', 20' y 43'. Sin embargo, este partido finalizó con empate a tres tantos. El Toro encontró múltiples ocasiones y continuó anotando frente a adversarios como Universidad, Suchitepéquez, Malacateco, Petapa, Coatepeque y Marquense. Al término de la primera etapa, el jugador alcanzó la cifra de 13 goles y, compartido con el argentino Emiliano López, se adjudicó como el máximo anotador. El Comunicaciones obtuvo nuevamente el primer lugar y avanzó a la siguiente ronda. El conjunto disputó las semifinales contra el Antigua; la ida terminó en triunfo de 5-1 y la vuelta en empate 1-1, clasificando a la última instancia. La ida de la final se realizó ante el Municipal, donde acabó 0-2 a favor de su equipo. La vuelta culminó en derrota de 2-3, pero el global fue de 4-3. Con estos resultados, Rolando ganó su segundo título consecutivo y el «30» de los cremas.

#### Temporada 2015-2016
El 1 de agosto se inauguró el Torneo de Apertura 2015. Blackburn no estuvo presente en la primera jornada contra el Deportivo Petapa en el Estadio Cementos Progreso, debido a la convocatoria con la selección; este partido terminó en pérdida de 0-2. Debutó en la competición una semana después, en el juego ante el Malacateco; el delantero entró como sustitución por Carlos Gallardo al inicio del segundo tiempo, recibió tarjeta amarilla al minuto 92' y el resultado acabó en derrota de 2-1. El 18 de agosto, se desarrolló la primera fecha de la Concacaf Liga de Campeones, en la que su equipo hizo frente a Los Angeles Galaxy de Estados Unidos en el StubHub Center. El futbolista fue titular en la derrota de 5-0. El 27 de agosto, participó en el segundo partido contra el Central de Trinidad y Tobago, donde el marcador de 1-0 favoreció a los blancos en su primer triunfo. No obstante, la nueva pérdida en el cotejo en el Estadio Hasely Crawford frente al conjunto trinitario, complicó las aspiraciones de su equipo para clasificar. El 27 de septiembre, logró su primer tanto en la liga, ante la Universidad en el Estadio Revolución. El 21 de octubre se confirmó la eliminación del Comunicaciones tras el empate 1-1 ante los estadounidenses; Blackburn hizo el gol de la igualdad al cierre del partido. El 4 de noviembre, consiguió su primer doblete de la competición local, lo marcó contra el Cobán Imperial en el triunfo de 2-1. Al término de la fase regular, su club alcanzó el tercer lugar con 37 puntos, por lo que avanzó a la siguiente etapa. El atacante tuvo poca productividad de anotaciones tras conseguir únicamente tres goles en 22 fechas. El 2 de diciembre se llevó a cabo la ida de la ronda previa a semifinales frente al Deportivo Petapa. El futbolista participó 72 minutos y el empate sin tantos prevaleció hasta el final. La vuelta se dio tres días después en condición de local; Rolando hizo la segunda anotación al minuto 15' y el resultado fue de victoria 3-0. Las semifinales del torneo fueron ante el Antigua; la ida acabó con igualdad 3-3 y la vuelta en pérdida de 1-0. Con esto, su equipo quedó eliminado sin la posibilidad de revalidar el título obtenido anteriormente.
El Torneo de Clausura 2016 comenzó el 17 de enero. El atacante fue partícipe los 90 minutos en el encuentro contra el Deportivo Petapa, en el Estadio Julio Armando Cobar; el marcador concluyó en empate a un tanto. Un mes después hizo su primer gol de la competencia, en el juego ante el Malacateco al minuto 39', para la igualdad de 1-1. El 24 de abril logró un doblete sobre la Universidad en el triunfo de 1-2. Al cierre de la etapa regular del torneo, su conjunto ingresó a la siguiente fase tras alcanzar el tercer lugar con 32 puntos. En la serie de fase previa a semifinales, Blackburn anotó un gol en los juegos de ida y vuelta, frente al Marquense; los cuales terminaron con marcadores de 3-3 y 1-0, respectivamente. Las semifinales fueron contra el Municipal; la ida culminó en victoria de 1-0, mientras que la vuelta fue con una pérdida de 2-1. El jugador en ofensiva marcó una anotación en el segundo cotejo. Debido a la igualdad en esta instancia, el ganador se decidió mediante el criterio de desempate por gol de visita, el cual favoreció al Comunicaciones en sus aspiraciones al título. El 26 de mayo, se realizó el partido de ida de la final ante el Suchitepéquez, en el Estadio Mateo Flores. El delantero apareció los 90 minutos y el resultado acabó en triunfo de 2-1. La vuelta se desarrolló tres días después en el Estadio Carlos Salazar Hijo; los blancos no aprovecharon la ventaja obtenida y perdieron con cifras de 3-0. Por lo tanto, su conjunto obtuvo el subcampeonato de liga.

### Deportivo Saprissa

#### Temporada 2016-2017

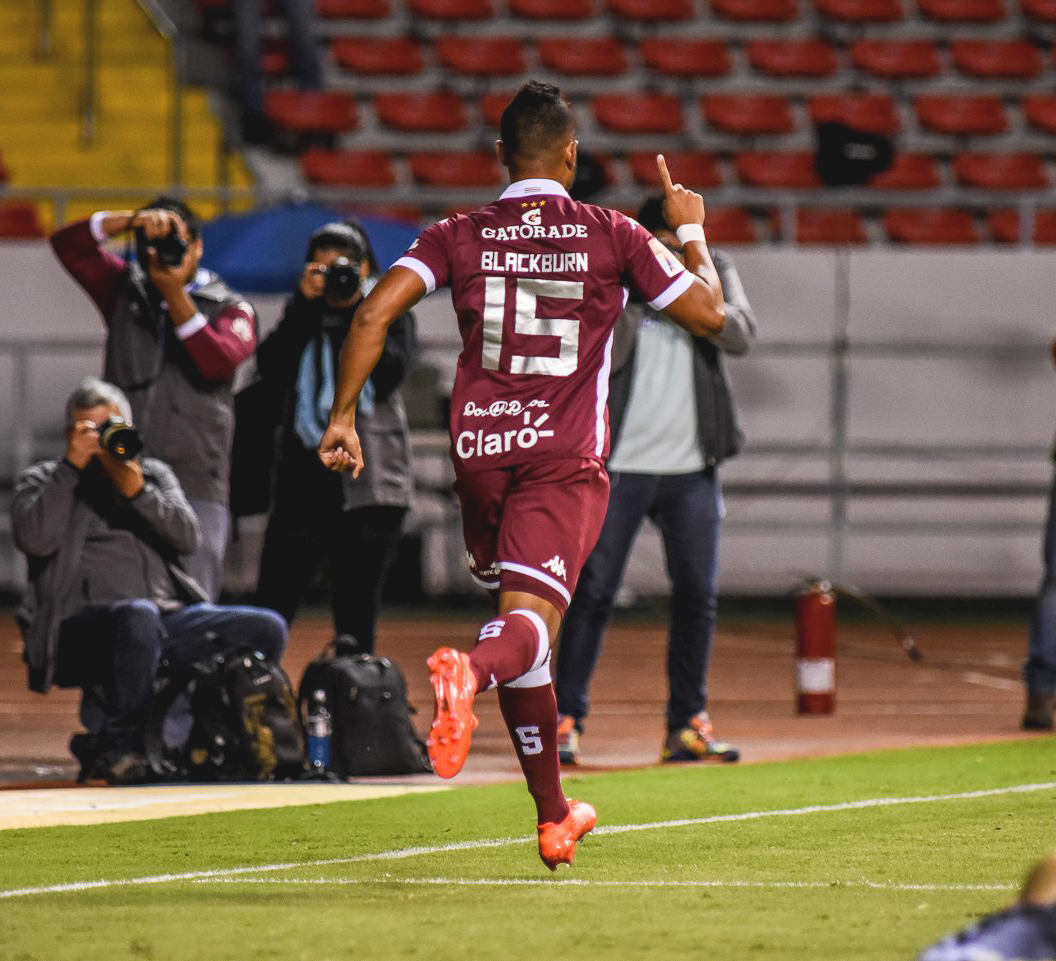
Rolando Blackburn celebrando su primer gol con el Saprissa.

El 3 de junio de 2016, se anunció oficialmente la incorporación del atacante en el Deportivo Saprissa, de la Primera División de Costa Rica. Rolando fue firmado por una temporada a préstamo con los morados, con opción de compra. El 13 de junio llegó al país para iniciar los entrenamientos de la pretemporada. El 22 de junio fue presentado en conferencia de prensa, junto con Anllel Porras y Jeikel Medina como refuerzos del club. Además, se le asignó la dorsal «15». En la primera fecha del Campeonato de Invierno 2016, su equipo hizo frente al recién ascendido San Carlos, el 16 de julio en el Estadio Nacional. Sus compañeros Ulises Segura y David Guzmán anotaron en el primer tiempo, para lograr una ventaja de 2-1 antes del descanso. Al inicio de la segunda parte, Blackburn ingresó de cambio por Randy Chirino y, cuatro minutos después, logró su primer tanto en el torneo, tras aprovechar un remate de Daniel Colindres que fue rechazado por el guardameta rival. El balón quedó libre y el Toro concretó para el tercer gol del compromiso. No obstante, el resultado terminó igualado con marcador de 3-3. El 31 de julio tuvo su primera aparición en la alineación titular del entrenador Carlos Watson, en la visita a Limón. Rolando se posicionó como el delantero centro del club, y fue parte fundamental del triunfo de 0-3. El 7 de agosto participó en el Clásico del buen fútbol contra el Herediano, en el Estadio Ricardo Saprissa. El jugador alcanzó su segunda anotación del torneo al minuto 7', lo que significó la victoria de 1-0. Tres días después, en el encuentro ante el Santos, Blackburn brindó una asistencia a Francisco Calvo, quien tomó ventaja de la acción para marcar el tanto del triunfo de 0-1. El 14 de agosto se desarrolló el clásico costarricense frente a Alajuelense en el Estadio Morera Soto. El atacante empalmó un cabezazo dentro del área rival proveniente de un tiro de esquina de Marvin Angulo, al minuto 13', para obtener su tercer gol del campeonato. Más tarde, Rolando fue sustituido al minuto 68' por Anllel Porras, a causa de una sobrecarga muscular. Finalmente, el resultado de 1-2 favoreció a los saprissistas. El 18 de agosto se inauguró la Concacaf Liga de Campeones donde su equipo, en condición de local, tuvo como adversario al Dragón de El Salvador. Desde muy temprano al minuto 3', el futbolista marcó su primer gol de la temporada continental, y cerca del cierre del partido consiguió su segundo tanto personal, anotaciones que sirvieron para el triunfo con cifras de goleada 6-0. Además, Blackburn dio una asistencia a Ulises Segura. El 25 de agosto se desarrolló la segunda fecha de la competencia de la confederación, de nuevo contra los salvadoreños, pero de visitante en el Estadio Cuscatlán. Tras los desaciertos de sus compañeros en acciones claras de gol, y de una «media chilena» ejecutada por Rolando que fue mal anulada por el árbitro auxiliar, el resultado de 0-0 se vio reflejado al término de los 90 minutos. La tercera jornada del torneo del área se llevó a cabo el 14 de septiembre, en el Estadio Ricardo Saprissa contra el Portland Timbers de Estados Unidos. A pesar de que su club inició perdiendo desde el minuto 4', logró sobreponerse a la situación tras desplegar un sistema ofensivo. Los goles de sus compañeros Fabrizio Ronchetti y el doblete de Marvin Angulo, sumado a la anotación en propia del futbolista rival Jermaine Taylor, fueron suficientes para el triunfo de 4-2. El 21 de septiembre reapareció en la alineación titular después de la lesión de Ronchetti, en el juego de local frente a la Universidad de Costa Rica. El atacante consiguió un tanto al minuto 26', y el resultado fue de victoria 4-0. Tres días posteriores concretó otra anotación, siendo el rival Carmelita en el Estadio Morera Soto. Blackburn fue asistido por Randy Chirino al minuto 80', para materializar un remate de cabeza dentro de la zona verdolaga. Sin embargo, el marcador acabó en pérdida de 4-3. El 19 de octubre se tramitó el último encuentro de la fase de grupos, por segunda vez ante los estadounidenses, en el Providence Park de Portland, Oregón. El jugador adelantó a su equipo al minuto 23', por intermedio de un testarazo derivado del centro de Hansell Arauz. El desenlace del compromiso finiquitó igualado a un tanto, dándole la clasificación a los morados a la etapa eliminatoria de la competencia. El 23 de octubre anotó un gol en la victoria de 2-0 sobre el Santos de Guápiles. El 2 de noviembre, en el áspero partido contra Belén en el Estadio Ricardo Saprissa, su conjunto se vio en desventaja por la anotación del rival al inicio del segundo tiempo, por lo que efectuó un procedimiento de empuje para dar vuelta el resultado. El rendimiento evidenciado por Blackburn con su club le permitió registrar un tanto al minuto 76', para el empate momentáneo. Antes de finalizar el juego, su compañero Francisco Calvo consiguió el gol desde el punto de penal para la ganancia de 2-1. En el vigésimo segundo partido de la primera fase de la liga nacional, su conjunto enfrentó a Liberia de local. Rolando no fue convocado por deberes con su selección, y el marcador de 3-1 aseguró el liderato para su grupo con 49 puntos, además de un cupo para la cuadrangular final. El 27 de noviembre fue la primera presentación para los saprissistas en la última etapa del campeonato, teniendo al Santos de Guápiles como el contrincante en el Estadio "Fello" Meza de Cartago. El delantero emprendió en la suplencia, por lo que aguardó hasta el minuto 63' para ingresar como relevo por Anllel Porras. Seis minutos después de realizado el cambio, se hizo con una anotación y la conclusiva para el triunfo de 0-3. El 15 de diciembre su equipo venció 2-0 al Herediano, para obtener el primer lugar de la tabla general y así proclamarse campeón automáticamente. Con esto, los morados alcanzaron la estrella número «33» en su historia y Blackburn logró el quinto título de liga en su carrera. Estadísticamente, contabilizó 25 apariciones y concretó 8 goles, para un total de 1519 minutos disputados.
Para el inicio del Campeonato de Verano 2017 que se llevó a cabo el 8 de enero, el equipo saprissista tuvo la visita al Estadio Carlos Ugalde, donde enfrentó a San Carlos. Por su parte, Rolando Blackburn no fue tomado en cuenta para este juego debido a deberes internacionales con su selección, mientras que el marcador fue con derrota de 1-0. Debutó oficialmente el 25 de enero, en la jornada 5 contra Limón. Los goles de sus compañeros Fabrizio Ronchetti y Jaikel Medina valieron para la victoria de 2-1. El 9 de febrero se anunció su salida oficial del equipo, para dar por concretado su traspaso al Sporting Cristal de Perú.

### Sporting Cristal

#### Temporada 2017
El 22 de febrero de 2017, se realizó su presentación formal en el equipo peruano y fue ligado a la institución por un periodo de seis meses en condición de préstamo. Tuvo su debut el 5 de marzo con la dorsal «14», completando la totalidad de los minutos en la derrota de su club 1-4 frente a Academia Cantolao, esto en el Estadio Alberto Gallardo por la sexta fecha del Torneo de Verano. El 12 de marzo concretó su primer gol del certamen sobre Unión Comercio, con asistencia de su compañero Irven Ávila para la ventaja transitoria de 0-1. Sin embargo, el rival terminaría empatando el juego a dos tantos. Aportó otra anotación el 14 de abril en el triunfo 4-1 de local contra Alianza Atlético. Al finalizar las catorce fechas, su conjunto se adjudicó con el tercer lugar del grupo B, y el delantero contabilizó siete apariciones. En el ámbito internacional, Blackburn fue partícipe de los primeros tres encuentros de la Copa Libertadores, frente al Santos de Brasil, Independiente Santa Fe de Colombia y The Strongest de Bolivia.
El 27 de mayo comenzó el Torneo Apertura 2017 donde su equipo recibió al Huancayo en el Estadio Alberto Gallardo. Rolando fue titular del entrenador José del Solar, hizo un gol al minuto 19' y salió de cambio en el segundo tiempo por Horacio Calcaterra. El marcador terminó en victoria con cifras de 2-0. Marcó una nueva anotación el 26 de julio, en los últimos minutos, para salvar el empate 1-1 contra Universitario de Deportes en el Estadio Nacional. El 31 de julio, los directivos del club tomaron la decisión de no renovar el vínculo con el jugador, debido a su poca regularidad que vio en el último campeonato. Sumó un total de diez presencias en liga, fue suplente por la misma cantidad de compromisos y solamente dio cuatro goles.

### Chorrillo F. C. (segunda época)

#### Temporada 2017-2018
El 6 de agosto de 2017, el jugador viajó a Marruecos para cerrar su posible fichaje en el Ittihad Tanger, de la máxima categoría de ese país. Al día siguiente se supuso oficial su incorporación en el equipo por el periodo de un año en condición de préstamo, pero sus estipulaciones en el contrato fueron cambiadas de acuerdo a lo recibido inicialmente, por lo que descartó su vínculo.
En el último día de transferencias de la Liga Panameña de Fútbol, Blackburn regresó al Chorrillo en condición de cedido hasta diciembre de 2017. Debutó el 22 de agosto en el partido de vuelta de la Liga Concacaf contra el Santos de Guápiles de Costa Rica en el Estadio Nacional. El atacante apareció en el once titular con la dorsal «99» y completó la totalidad de los minutos en la derrota por 1-0, resultado que dejó a su equipo eliminado de la competencia. Cuatro días después, tuvo su primera presencia en el Torneo de Apertura en el compromiso que disputó frente al Atlético Veragüense, donde Rolando mostró su mejor nivel y se destapó con un triplete que permitió a su club ganar con cifras de 3-0. Su conjunto se clasificó a la siguiente instancia del certamen y en la semifinal de vuelta, dada el 25 de noviembre, marcó un doblete a los minutos 28' y 45' sobre el Tauro y de esta manera obteniendo el pase hacia la última ronda. En la final del 2 de diciembre, Blackburn fue autor de uno de los tantos en la victoria por goleada de 5-1 ante el Árabe Unido y se proclamó campeón de liga. Además, terminó como el máximo anotador con once concreciones, recibió la distinción de mejor jugador y fue incluido en el once ideal de la competición.

### Temporada 2018-2019
Blackburn se unió en el torneo clausura 2018 de La Liga Boliviana, terminó siendo uno de los goleadores en el torneo clausura, anotando 20 goles.
De cara al Torneo de Clausura 2018 (Bolivia), el delantero contabilizó veinte tantos en 26 apariciones. Su equipo acabó segundo de la clasificación con cuarenta y siete puntos por lo que no pudo revalidar el cetro.
En el Torneo Apertura 2019 (Bolivia) se repetiría la historia, su equipo acabando subcampeón y terminó anotando 20 goles de 26 apariciones

## Selección nacional

### Categorías inferiores
Por medio del director técnico Cristóbal Maldonado, el jugador tuvo apariciones en diversos amistosos internacionales con la categoría Sub-20. Uno de ellos se presentó el 22 de julio de 2008, en la visita al Estadio Municipal de Pérez Zeledón frente a Costa Rica. Blackburn anotó un tanto al minuto 14', con asistencia de Federico Marines, pero fue insuficiente en la pérdida de 3-1.
En marzo de 2010, el delantero fue convocado, por el entrenador Jorge Dely Valdés, para enfrentar la ronda preliminar hacia los Juegos Centroamericanos y del Caribe, con la Selección Sub-21 de Panamá. El encuentro de ida se desarrolló el 21 de marzo, en el Estadio Mario Camposeco contra Guatemala. Blackburn fue titular los 90 minutos y el resultado acabó en empate sin anotaciones. El 27 de marzo se realizó el partido de vuelta, de local en el Estadio San Cristóbal. Sus compañeros Aníbal Godoy y Erick Davis concretaron los dos primeros goles, mientras que Rolando marcó el tercero para la victoria de 3-0. El atacante salió de cambio al cierre del juego por Marcos Sánchez. Con este marcador, su país avanzó a la competición continental.
En septiembre de 2011, Rolando Blackburn apareció en las eliminatorias para el Preolímpico de Concacaf del año siguiente. Debutó en el cotejo del 15 de septiembre contra Guatemala, en el Estadio Cuscatlán de El Salvador; el atacante anotó al minuto 26' para la victoria de su país 1-3. Dos días después, en el mismo escenario deportivo, su selección tuvo una pérdida de 2-1 ante los salvadoreños. Según los resultados obtenidos en esta ronda, su equipo quedó ubicado en la segunda posición del grupo A, en zona de repechaje. El 26 de octubre se llevó a cabo la ida de la ronda de reclasificación, en la que su selección enfrentó a Costa Rica en el Estadio Rommel Fernández; Blackburn anotó al minuto 72', recibió tarjeta amarilla y salió de cambio por Marcos Sánchez. El marcador terminó en triunfo de 2-1. La vuelta fue el 3 de noviembre en el Estadio Morera Soto. Rolando hizo nuevamente un gol, pero el empate 1-1 fue definitivo. No obstante, el global de 3-2 favoreció a los panameños, quienes lograron el avance hacia la competencia final de la confederación.

### Selección absoluta
El 18 de diciembre de 2010, el estratega consideró a Blackburn para el amistoso ante Honduras, en el Estadio Olímpico Metropolitano. El futbolista debutó como absoluto internacional al entrar como sustitución por Edwin Aguilar al minuto 82', donde su equipo perdió con marcador de 2-1.
El 11 de noviembre de 2011, tuvo su segundo encuentro con la escuadra absoluta, frente a Costa Rica en el Estadio Rommel Fernández; las anotaciones de sus compañeros Gabriel Gómez y Blas Pérez significaron la victoria de 2-0; Rolando ingresó de variante por Johnny Ruiz al minuto 67'. El delantero debutó en la última jornada de la segunda ronda de la Eliminatoria hacia Brasil 2014, en el juego del 15 de noviembre ante Dominica, en el Estadio Rommel Fernández. Rolando marcó su primer gol al minuto 6', mientras que su compañero Ricardo Buitrago lo hizo en dos ocasiones, para el triunfo de 3-0. Su país avanzó a la siguiente ronda tras colocarse como líder invicto con 12 puntos.
El 15 de agosto de 2012, el futbolista fue considerado por el técnico en el partido contra Portugal, de visitante en el Estadio Algarve. Blackburn entró de cambio por Edwin Aguilar al minuto 73', y su selección perdió con marcador de 2-0. El 7 de septiembre de ese año, apareció en la tercera fecha de la eliminatoria en la etapa cuadrangular, donde su país perdió 2-1 frente a Canadá en el BMO Field. Cuatro días después, tuvo participación en el partido de local contra los canadienses y anotó al 23', para la victoria de 2-0. El 12 de octubre quedó en el banquillo, en el encuentro ante Honduras, el cual culminó empatado sin goles. El 16 de octubre, entró como sustitución por Luis Tejada al minuto 46', en la igualdad 1-1 de visita frente a Cuba.

#### Copa Centroamericana 2013
El 20 de enero de 2013, el delantero participó en el primer partido de la fase de grupos de la Copa Centroamericana, donde su país enfrentó a El Salvador en el Estadio Nacional de territorio costarricense. Blackburn fue titular y el empate sin anotaciones prevaleció hasta el final. Dos días después, tuvo su segunda participación en la competencia, en el juego contra Honduras. El marcador acabó igualado 1-1. Al término de la primera ronda, se presentó un empate en puntos y goles entre salvadoreños y panameños, por lo que fue requerido un sorteo para conocer al conjunto que avanzaría a las semifinales. Su selección perdió, y debió disputar el partido por el quinto lugar, el cual otorga un cupo para la Copa de Oro. Este cotejo se realizó el 25 de enero, en el mismo escenario deportivo; su país hizo frente a Guatemala y el marcador de 1-3 favoreció a los canaleros. Rolando quedó en la suplencia.
| Copa                      | Sede       | Resultado    |
| ------------------------- | ---------- | ------------ |
| Copa Centroamericana 2013 | Costa Rica | Quinto lugar |

El 6 de febrero de 2013 dio comienzo la hexagonal final de la eliminatoria mundialista, en la que su conjunto debió enfrentar a Costa Rica en el Estadio Rommel Fernández; el atacante fue relegado al banquillo. A pesar de tener un 2-0 a favor de su país, el rival logró emparejar el marcador para que éste terminara 2-2. El 1 de junio de ese año, el futbolista participó 21 minutos en la derrota de 1-2 contra Perú, y marcó un tanto al minuto 73'. Seis días después, estuvo presente en la igualdad sin goles de local ante México, encuentro correspondiente a la cuarta fecha de la eliminatoria. Blackburn ingresó de cambio por Blas Pérez al minuto 71'. El 11 de junio, estuvo por 30 minutos en la derrota 2-0 de su conjunto frente a Estados Unidos, en el CenturyLink Field. Luego fue parte de la nómina en la nueva pérdida con el mismo marcador, esta vez contra los costarricenses en el Estadio Nacional, partido en el que no tuvo acción.

#### Copa de Oro 2013
El 7 de julio de 2013, se llevó a cabo la primera jornada de la Copa de Oro en territorio estadounidense. El juego se desarrolló ante México en el Estadio Rose Bowl de Pasadena, California. Rolando ingresó como variante por Cecilio Waterman al minuto 70', y su selección ganó con marcador de 1-2. El 7 de julio fue el segundo cotejo, en el CenturyLink Field de Seattle, Washington contra Martinica. Blackburn quedó en la suplencia y el único gol de su compañero Gabriel Torres dio la victoria de 1-0. El tercer encuentro fue frente a Canadá en el Sports Authority Field at Mile High de Denver, Colorado. El futbolista en ofensiva apareció como titular pero salió de cambio por Waterman al minuto 76'. El empate 0-0 terminó siendo definitivo. Al finalizar la fase de grupos, su país se colocó como líder con 7 puntos y avanzó a la etapa eliminatoria. El 20 de julio fue el encuentro por los cuartos de final del torneo, en el Georgia Dome de Atlanta ante Cuba. El delantero quedó en el banquillo en el triunfo con cifras de goleada 6-1. Cuatro días después fue la semifinal, de nuevo frente a la escuadra mexicana, siendo esta vez en el AT&T Stadium de Arlington, Texas. Sus compañeros Blas Pérez y Román Torres anotaron para la victoria de 2-1. En esta oportunidad, el atacante volvió a ser relegado a la suplencia. La final se realizó el 28 de julio en el Soldier Field de Chicago, Illinois, contra Estados Unidos. Rolando ingresó como variante por Gabriel Gómez al minuto 74', pero su conjunto perdió con marcador de 1-0. Con este resultado, se adjudicó como subcampeón de la competición.
| Copa             | Sede           | Resultado  |
| ---------------- | -------------- | ---------- |
| Copa de Oro 2013 | Estados Unidos | Subcampeón |

El 11 de octubre de 2013 fue la continuación de la eliminatoria mundialista. Blackburn fue suplente en la visita al Estadio Azteca frente a México, el cual finalizó en derrota de 2-1. El 15 de octubre se llevó a cabo la última jornada, contra Estados Unidos en el Estadio Rommel Fernández. De igual manera que en el partido anterior, el delantero permaneció en el banquillo y, a pesar de que su conjunto inició ganando, su contrincante dio vuelta el resultado para que concluyera 2-3. La selección panameña alcanzó el quinto lugar de la tabla de posiciones con 8 puntos, pero no logró un puesto de clasificación directa ni el de repechaje, por lo que no avanzó a la Copa del Mundo.
El 8 de febrero de 2015, Blackburn fue considerado por el entrenador colombiano Hernán Darío Gómez, para el juego ante los estadounidenses en el StubHub Center de Carson, California. Inició como titular, fue sustituido por Luis Pereira al minuto 62', y el marcador acabó 2-0, con derrota. El 27 de marzo estuvo en el amistoso frente a Trinidad y Tobago, en el Ato Boldon Stadium; nuevamente fue titular, pero salió de cambio por Miguel Camargo cerca de terminar el partido. El resultado terminó en triunfo de 0-1. El 31 de marzo quedó en la suplencia, en el juego ante Costa Rica en el Estadio Rommel Fernández. Su conjunto volvió a ganar, esta vez con cifras de 2-1.

#### Copa de Oro 2015

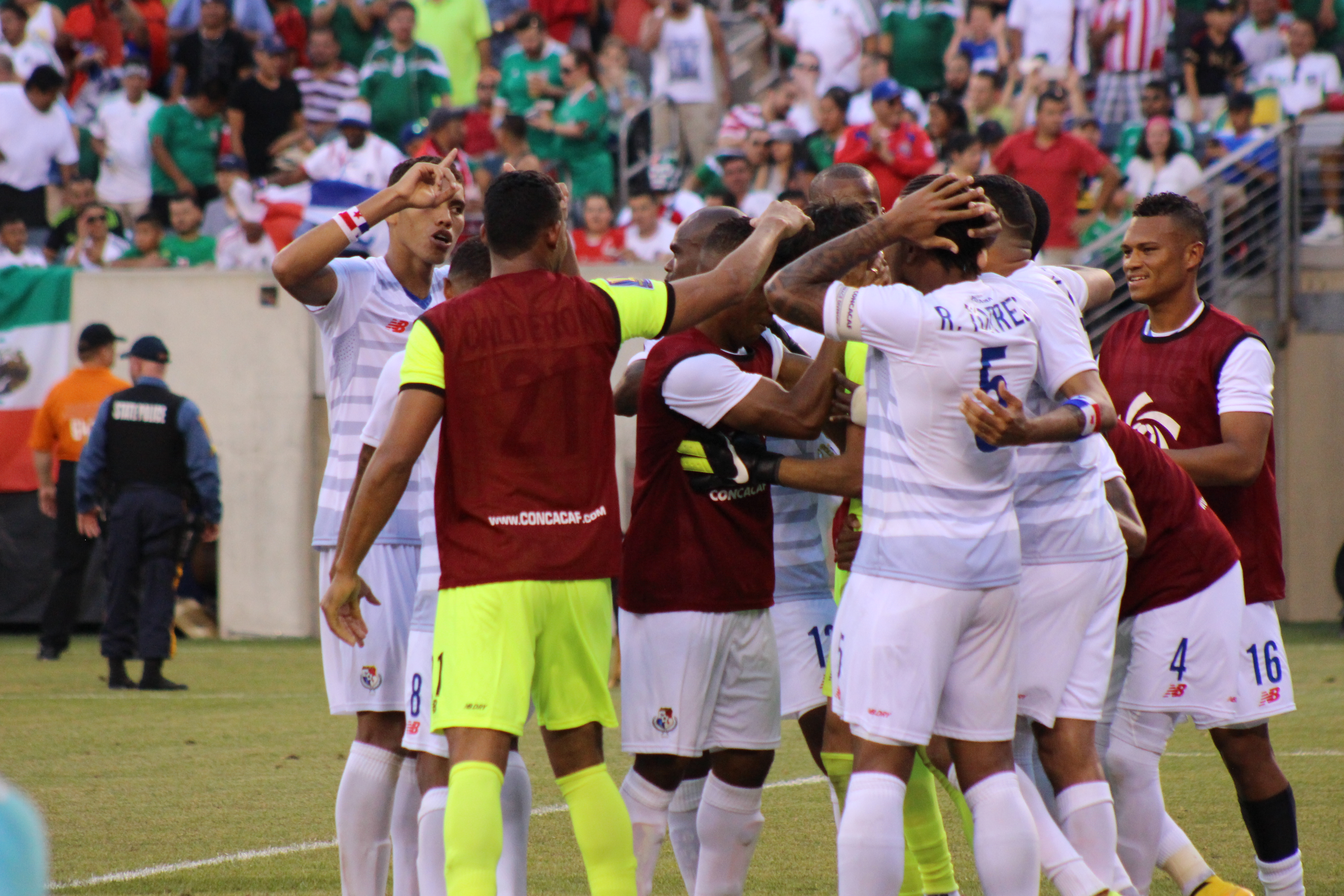
Blackburn (derecha) en la clasificación de su país a las semifinales de la Copa de Oro 2015 tras vencer a Trinidad y Tobago en los penaltis.

El 7 de julio de 2015 se inauguró la Copa de Oro, la cual tuvo sede en Estados Unidos. El primer partido se desarrolló en el Estadio Toyota de Frisco, Texas, contra Haití. El futbolista permaneció en el banquillo, mientras que su selección empató a un tanto. Tres días después fue el segundo encuentro ante Honduras, en el Gillette Stadium de Foxborough, Massachusetts. Blackburn no fue tomado en cuenta para alguna sustitución, y la igualdad a un gol definió el marcador. El mismo resultado se dio en el último juego de la fase de grupos frente a Estados Unidos, esta vez en el Sporting Park de Kansas City. Los panameños avanzaron a la siguiente etapa del torneo tras alcanzar el tercer puesto con 3 puntos. El 19 de julio fue el cotejo de los cuartos de final, donde su país enfrentó a Trinidad y Tobago en el MetLife Stadium de Nueva Jersey. El empate en el tiempo reglamentario obligó la serie a los lanzamientos desde el punto de penal. Las cifras de 5-6 favorecieron a los canaleros. El 22 de julio fue la semifinal contra México en el Georgia Dome de Atlanta. Este partido se caracterizó por la polémica arbitral que costó la derrota de su selección con marcador de 1-2. Tres días después se realizó el juego por el tercer lugar, nuevamente frente a los estadounidenses, en el PPL Park de Philadelphia, Pensilvania. El delantero debutó y fue titular 88 minutos. La igualdad se presentó, y los penales fueron requeridos para decidir al ganador. El resultado de 2-3 adjudicó a su país con la medalla de bronce de la competición.
| Copa             | Sede           | Resultado    |
| ---------------- | -------------- | ------------ |
| Copa de Oro 2015 | Estados Unidos | Tercer lugar |

El 4 de septiembre de 2015, el entrenador tomó en consideración a Blackburn en el amistoso contra Uruguay, en el Estadio Rommel Fernández. Se desempeñó como titular, pero fue sustituido por Luis Tejada al minuto 58'. El marcador finalizó en derrota de 0-1. El 8 de septiembre, su selección visitó el Centro Total de Entretenimiento Cachamay para el segundo partido frente a Venezuela; el delantero marcó un gol al minuto 2', sin embargo, el adversario igualó al cierre del juego. El 8 de octubre, en el encuentro de preparación de local ante Trinidad y Tobago, el atacante entró como variante por Tejada al minuto 63' y su conjunto perdió 1-2. El 13 de octubre, ingresó de cambio por Aníbal Godoy en la segunda derrota de los canaleros de 1-0 contra México, en el Estadio Nemesio Díez.
El 13 de noviembre de ese año, se llevó a cabo la primera fecha de la cuadrangular de la Eliminatoria al Mundial 2018, donde su país enfrentó a Jamaica en el Estadio Nacional de Kingston; el futbolista quedó en la suplencia y sus compañeros Armando Cooper y Wes Morgan anotaron para la victoria de 0-2. Cuatro días después fue la segunda jornada, de local ante Costa Rica. Rolando nuevamente permaneció en el banquillo y su selección salió derrotada con marcador de 1-2.
El 29 de abril de 2016, el director técnico de la selección panameña dio, en conferencia de prensa, la lista preliminar de futbolistas que podrían formar parte de la Copa América Centenario, en la cual apareció Blackburn. Finalmente, el 9 de mayo, quedó descartado de la nómina de 23 jugadores que viajaron a Estados Unidos, país organizador del evento.
El 26 de septiembre de 2016, la Federación Panameña de Fútbol anunció la nómina para la fecha FIFA de octubre. El delantero reapareció de manera oficial en un combinado nacional después de 10 meses de ausencia. El 11 de octubre se desarrolló el compromiso en el Toyota Park de Bridgeview, Illinois, contra la selección de México. El futbolista fue titular y salió como sustitución por el juvenil Ronaldo Córdoba al minuto 58'. El marcador concluyó en derrota de 0-1.
El entrenador Hernán Darío Gómez dio, el 26 de octubre de 2016, la convocatoria para el inicio de la hexagonal eliminatoria, donde destacó el regreso de Blackburn en competencias de esta índole. La fecha inaugural de esta fase tuvo lugar el 11 de noviembre, en el Estadio Olímpico Metropolitano ante Honduras. El único gol de su compañero Fidel Escobar al minuto 22', fue suficiente en la victoria de su país 0-1. Por otra parte, el atacante esperó desde la suplencia. La misma circunstancia se reiteró cuatro días después, en el Estadio Rommel Fernández, donde su nación recibió a México. El jugador quedó en el banquillo y el resultado definitivo fue de empate 0-0.

#### Copa Centroamericana 2017
El 7 de enero de 2017 se llevó a cabo la convocatoria de los futbolistas para la decimocuarta edición de la Copa Centroamericana, la cual tomó lugar en territorio panameño. El delantero fue incluido en la lista del estratega Hernán Darío Gómez. El 13 de enero comenzó el torneo regional para su selección, en el Estadio Rommel Fernández, donde enfrentó al conjunto de Belice. Blackburn fue titular con la dorsal «16», y tras múltiples intentos de anotar, el marcador finiquitó en empate sin anotaciones. Para el compromiso de dos días después, en el mismo escenario deportivo, contra la escuadra de Nicaragua, el atacante esperó desde la suplencia, y el resultado fue de victoria 2-1. En el juego del 17 de enero ante Honduras, Rolando apareció en el once inicial, recibió tarjeta amarilla y fue sustituido por Joel Barcenas al minuto 82'. Las cifras fueron de derrota 0-1. Tres días posteriores se efectuó el cotejo frente a El Salvador, en el cual Rolando participó en la ganancia de 1-0. El triunfo 1-0 del 22 de enero por la última jornada contra Costa Rica, dio el subcampeonato para los panameños, además de un cupo directo para la Copa Oro de la Concacaf en ese mismo año.
| Copa                      | Sede   | Resultado  |
| ------------------------- | ------ | ---------- |
| Copa Centroamericana 2017 | Panamá | Subcampeón |

El 14 de mayo de 2018, Rolando fue incluido en la lista preliminar de 35 futbolistas para la Copa Mundial. Sin embargo, el 4 de junio no logró quedarse con un cupo en la nómina definitiva.

## Estadísticas

### Clubes
| Club                          | País        | Año         |
| ----------------------------- | ----------- | ----------- |
| Tauro F. C.                   | Panamá      | 2008-2010   |
| C. S. D. Juventud Retalteca   | Guatemala   | 2010        |
| Chorrillo F. C.               | Panamá      | 2011        |
| FK Senica (Préstamo)          | Eslovaquia  | 2012-2013   |
| Chorrillo F. C.               | Panamá      | 2013-2014   |
| Comunicaciones F. C.          | Guatemala   | 2014 - 2016 |
| Deportivo Saprissa (Préstamo) | Costa Rica  | 2016-2017   |
| Sporting Cristal (Préstamo)   | Perú        | 2017        |
| Chorrillo F. C. (Préstamo)    | Panamá      | 2017-2018   |
| The Strongest                 | Bolivia     | 2018-2019   |
| Port F. C. (Préstamo)         | Tailandia   | 2019        |
| The Strongest                 | Bolivia     | 2020-2021   |
| Royal Pari                    | Bolivia     | 2022        |
| L. D. Alajuelense             | Costa Rica  | 2022        |
| C. D. FAS                     | El Salvador | 2023        |
| Tauro F. C.                   | Panamá      | 2023        |
| Umecit F. C.                  | Panamá      | 2024        |
| C. D. Victoria                | Honduras    | 2024        |
| San Francisco F. C.           | Panamá      | 2025-act.   |

### Goles internacionales
| Núm. | Fecha                    | Lugar                                    | Rival         | Gol | Resultado | Competición                             |
| ---- | ------------------------ | ---------------------------------------- | ------------- | --- | --------- | --------------------------------------- |
| 1    | 15 de noviembre de 2011  | Estadio Rommel Fernández, Panamá, Panamá | Dominica      | 1-0 | 3-0       | Eliminatoria Mundial 2014               |
| 2    | 11 de septiembre de 2012 | Estadio Rommel Fernández, Panamá, Panamá | Canadá        | 1-0 | 2-0       | Eliminatoria Mundial 2014               |
| 3    | 1 de junio de 2013       | Estadio Rommel Fernández, Panamá, Panamá | Perú          | 1-1 | 1-2       | Amistoso                                |
| 4    | 8 de septiembre de 2015  | CTE Cachamay, Bolívar, Venezuela         | Venezuela     | 0-1 | 1-1       | Amistoso                                |
| 5    | 16 de octubre de 2018    | Cheonan Stadium, Cheonan, Corea del Sur  | Corea del Sur | 1-1 | 2-2       | Amistoso                                |
| 6    | 5 de septiembre de 2019  | Estadio Nacional, Hamilton, Bermuda      | Bermuda       | 1-2 | 1-4       | Liga de Naciones de la Concacaf 2019-20 |
| 7    | 13 de julio de 2021      | BBVA Stadium, Houston, Estados Unidos    | Catar         | 1-1 | 3-3       | Copa Oro 2021                           |
| 8    | 13 de julio de 2021      | BBVA Stadium, Houston, Estados Unidos    | Catar         | 2-2 | 3-3       | Copa Oro 2021                           |
| 9    | 5 de septiembre de 2021  | Independence Park, Kingston, Jamaica     | Jamaica       | 0-2 | 0-3       | Eliminatoria Mundial 2022               |
| 10   | 9 de septiembre de 2021  | Estadio Rommel Fernández, Panamá, Panamá | México        | 1-0 | 1-1       | Eliminatoria Mundial 2022               |
| 11   | 13 de octubre de 2021    | BMO Field, Toronto, Canadá               | Canadá        | 0-1 | 4-1       | Eliminatoria Mundial 2022               |
| 12   | 24 de marzo de 2022      | Estadio Rommel Fernández, Panamá, Panamá | Honduras      | 1-0 | 1-1       | Eliminatoria Mundial 2022               |

## Palmarés

### Títulos nacionales
| Título                 | Club                 | País       | Año  |
| ---------------------- | -------------------- | ---------- | ---- |
| Torneo de Apertura     | Chorrillo F. C.      | Panamá     | 2011 |
| Torneo de Clausura     | Chorrillo F. C.      | Panamá     | 2014 |
| Torneo de Apertura     | Comunicaciones F. C. | Guatemala  | 2014 |
| Torneo de Clausura     | Comunicaciones F. C. | Guatemala  | 2015 |
| Campeonato de Invierno | Deportivo Saprissa   | Costa Rica | 2016 |
| Torneo de Apertura     | Chorrillo F. C.      | Panamá     | 2017 |
| Copa FA de Tailandia   | Port F. C.           | Tailandia  | 2019 |

### Distinciones individuales
| Distinción                                            | Año  |
| ----------------------------------------------------- | ---- |
| Mejor jugador de la final del Apertura 2011           | 2011 |
| Mejor jugador de la Copa de Eslovaquia                | 2012 |
| Máximo anotador del Torneo de Apertura 2017           | 2017 |
| Mejor jugador del Torneo de Apertura 2017             | 2017 |
| Incluido en el once ideal del Torneo de Apertura 2017 | 2017 |